# Michaela DePrince
Michaela Mabinty DePrince, nacida como Mabinty Bangura (Kenema, Sierra Leona; 6 de enero de 1995 - Nueva York, Estados Unidos; 10 de septiembre de 2024)fue una bailarina de ballet estadounidense de origen sierraleonés. Con su madre adoptiva, Elaine DePrince, Michaela escribió el libro Taking Flight: From War Orphan to Star Ballerina. Alcanzó la fama después de protagonizar el documental First Position en 2011, el cual seguía a ella y otros bailarines de ballet jóvenes mientras se preparaban para competir en Youth America Grand Prix. Ella anteriormente bailaba con el Dance Theatre of Harlem siendo la bailarina más joven en la historia de la compañía y luego bailó como solista para el Dutch National Ballet.

## Primeros años
Nació como Mabinty Bangura en el seno de una familia musulmana, y creció como huérfana en Sierra Leona después de que su tío la dejó en un orfanato durante la guerra civil. A sus padres adoptivos les dijeron que su padre había sido disparado y asesinado por el Frente unido Revolucionario cuando ella tenía tres años, y que su madre murió de hambre poco después. Frecuentemente desnutrida y violada, maltratada, y ridiculizada como la "niña del diablo" debido a padecer vitiligo, una enfermedad de la piel que causa despigmentación, huyó a un campo de refugiados después de que su orfanato fue bombardeado.
En 1999, a la edad de cuatro, ella y su hermana, Mia, fueron adoptadas por Elaine y Charles DePrince, una pareja de judíos originarios de Cherry Hill, Nueva Jersey. Los DePrince tienen once niños incluyendo Michaela, nueve de los cuales son adoptados.

## Carrera
Inspirada por una tapa de revista con una bailarina que encontró y conservó mientras estaba en Sierra Leona, DePrince entrenó como bailarina de ballet en los Estados Unidos, actuando en la Youth America Grand Prix entre otras competiciones. Se entrenó en ballet clásico en The Rock School for Dance Education en Filadelfia, Pensilvania. Junto con su intensiva formación en ballet, DePrince tomó clases en línea a través de Keystone National High School, donde consiguió su diploma de instituto.
DePrince ganó una beca para estudiar en el American Ballet Theatre's Jacqueline Kennedy Onassis School of Ballet por su rendimiento en la Youth America Grand Prix. Continuó su carrera profesional a pesar de enfrentar casos de discriminación racial: a la edad de ocho, le dijeron que no podía interpretar a Marie en El Cascanueces porque América no estaba lista para una bailarina negra, y un año más tarde, un profesor le dijo a su madre que no valía la pena invertir dinero en bailarines negros.
DePrince fue una de las estrellas del documental del 2011 First Position, el cual seguía a seis jóvenes bailarines compitiendo por un sitio en una escuela o compañía de ballet de élite, y participando en el programa de televisión Dancing with the Stars. En 2011 hizo su debut europeo en Abdallah y la Gacela de Basra con De Dutch Don't Dance Division, en Hague, Holanda. Volvió allí un año más tarde para bailar The Sugar Plum Fairy en The Nutcracker en el Lucent Dance Theatre.
En 2012, se graduó del American Ballet Theatre's Jacqueline Kennedy Onassis School en Nueva York, y se unió al Dance Theatre of Harlem, donde era la más joven de la compañía. Su debut profesional fue en el rol de Gulnare en Mzansi Producciones y el South African Ballet Theatre's premiere of Le Corsaire el 19 de julio de 2012.
En julio de 2013, se unió a la compañía joven del Dutch National Ballet, Ámsterdam. En agosto de 2014 pasó a la categoría éleve. En 2015 fue promovida al rango de Coryphée, a grand sujet en 2016, y finalmente a solista al final del mismo año.
DePrince ha citado a Lauren Anderson, una de las primeras bailarinas negras principales, como su ejemplo a seguir. En 2015 MGM adquirió los derechos de película de su libro Taking Flight: From War Orphan to Star Ballerina. En 2018 MGM anunció que Madonna dirigirá Taking Flight, una biopic sobre la vida y carrera de DePrince.

## Vida personal
DePrince practicaba el judaísmo, habiéndose convertido del Islam después de su adopción, y mientras bailaba con Dance Theatre of Harlem viajó en un tour a Israel donde rezó en el Muro de las Lamentaciones. Usó un hamsa por protección mientras viajaba a la Cúpula de la Roca y el Mar Muerto; un símbolo que es significativo tanto para judíos como para musulmanes.
Estuvo en una relación con el bailarín de ballet Skyler Maxey-Wert.